# Клара Фејеш
Клара Фејеш (мађ. Fejős Klára; Будимпешта, 29. јануар 1921 — Бачка Паланка, 12. новембар 1943) била је студенткиња медицине и истакнута учесница Народноослободилачке борбе у Војводини.

## Биографија
Рођена је 29. јануара 1921. године у Будимпешти у занатлијској породици јеврејског порекла. Отац јој је учествовао у мађарској пролетерској револуцији. Касније је био прогоњен и приморан да илегално напусти земљу. Године 1923. и Клара са своје две сестре долази у Југославију. После две године проведене у Кањижи, прелазе у Кикинду. Ту Клара завршава основну школу и гимназију. Потом уписује студије медицине у Београду.
Још као млада гимназијалка Клара приступа напредном омладинском покрету и у VI разреду гимназије постаје члан СКОЈ-а. Активна је у литерарној секцији, у културно-просветним друштвима у УРСС-овим синдикатима.
На студијама ради у Војвођанској мензи, стецишту најнапреднијих студената из Војводине. Учествује и у многим акцијама и демонстрацијама које је организовала студентска омладина Београда. За време летњег распуста 1940. године Клара учествује на марксистичком курсу на Тестери у Фрушкој гори. Марта 1941. као члан МК СКОЈ-а у Кикинди члан је редакције Омладинца.
Након окупације, као члан ОК СКОЈ-а за северни Банат, прелази на рад у Петровград (Зрењанин), који је постао седиште ПК КПЈ, а нешто касније и ПК СКОЈ-а за Војводину. Крајем септембра по одлуци ПК КПЈ, одлази на рад у Бачку. Као лични секретар и курир Светозара Марковића Тозе, током 1942. године Клара ће боравити у више места Бачке помажући у успостављању веза и обнављању партијских и скојевских организација, издавању, превођењу и растурању пропагандног материјала. У рату су је звали и „Едеш“.
После пада организационог секретара ПК Светозара Марковића Тозе, новембра 1942. године Клара напушта Нови Сад. Са члановима ПК борави у Врбасу, Парагама, Силбашу и Бачкој Паланци. По партијским задацима често борави у Новом Саду. Постаје централна фигура омладинског покрета у Бачкој. Септембра 1943. улази у обласни комитет СКОЈ-а за Бачку и Барању, као члан. (Требало је да буде секретар.)
Стално у покрету, вешта у прерушавању, хладнокрвна и сналажљива, 12. новембра 1943. нашла се у Бачкој Паланци на извршавању важног задатка. Ту су јој ушли у траг органи контрашпијунаже. При покушају хапшења Клара се није предала већ је пружила отпор и у борби са мађарским жандармима погинула.
У историографији је овај догађај овако описан:
По преласку из Срема у Бачку, Трећи бачко-барањски одред био је подељен на пет група како би могао да развије своју делатност у свим деловима Бачке. Присуство Одреда изазвало је одмах реакцију мађарских окупаторских снага, које су предузимале паљења, а касније и акцију већег размера. За време офанзиве две групе бораца Трећег бачко-барањског НОП одреда повукле су се у Бачку Паланку с намером да се ту склоне. Окупатор је преко својих агената дознао за склониште партизана, опколио је кућу и у борби убио Клару Фејеш, Живка Поповића и Душана Видовића. У истој кући, само у другом склоништу налазили су се Душан Алимпић - Влада, Богдан Стојаковић - „Црни Ђорђе“ и Лепосава Андрић - Баба, али њих непријатељ није пронашао. Они су исте вечери успели да се неопажено извуку, а затим су се пребацили у Фрушку гору.— Зборник докумената и података о народноослободилачком рату југословенских народа, Том I, књига 17, 1958.
Тела троје партизана закопали на сточном гробљу. Посмртни остаци су одмах након ослобођења Бачке Паланке на јесен 1944. године пренети и сахрањени у порти православне цркве.
По Клари Фејеш је именовано више улица у Војводини, студентски дом у Новом Саду, једна основна школа у Кикинди и месна заједница у зрењанинском насељу Мужља.